# Puegnago sul Garda
Puegnago del Garda – miejscowość i gmina we Włoszech, w regionie Lombardia, w prowincji Brescia.
Według danych na rok 2004 gminę zamieszkiwało 2775 osób, 277,5 os./km².